# 385
385 (CCCLXXXV) var ett normalår som började en onsdag i den julianska kalendern.

## Händelser

### Februari
- 10 februari – Påven Siricius utfärdar dekretet Directa ad decessorem, som betonar Roms överhöghet och att prästerna måste leva i celibat.

### Okänt datum
- Templet Serapeum i Alexandria förstörs.
- Teofilos blir patriark av Alexandria.
- Ammianus Marcellinus börjar skriva en historiebok i Tacitus anda, som täcker åren 96-378.
- Kopparutvinning och -smältning påbörjas i Kansanshi i sydligaste Afrika, vid gränsen till Kongo-Kinshasa och Zambia.
- Jinsa blir kung av det koreanska kungariket Baekje.

## Födda
- Paulus Orosius, historiker och teolog (född omkring detta år)
- Jin Gongdi, kejsare av Kina 419–420
- Xie Lingyun, kinesisk poet och författare

## Avlidna
- Priscillianus, spansk teolog och den första människan i kristendomens historia att avrättas för kätteri
- Aelia Flaccilla, hustru till kejsar Theodosius I
- Pulcheria, Theodorius och Aelia Flacillas dotter
- Chimnyu, kung av det koreanska kungariket Baekje
- Decimus Magnus Ausonius, romersk poet
- Ursinus, motpåve 366–367